# 김해 이덕사 오대진언
김해 이덕사 오대진언(金海 이덕사 五大眞言)은 대한민국 경상남도 김해시 내외동 흥부암에 있는 오대진언이다.
2013년 5월 2일 경상남도의 유형문화재 제537호 김해 흥부암 소장 오대진언으로 지정되었다가, 2018년 12월 20일 현재의 명칭으로 변경되었다.

## 개요
이 책은 인수대비의 명으로 일반백성이 진언을 쉽게 익혀 암송하기 위한 것으로 영험약초 한문본이 합철되어 있는 것으로 보아 성종때의 원간본으로 추정된다. 오대진언은 이후에도 1531년(중종 26)의 지리산 철굴(鐵堀), 1534년의 묘향산 도솔암, 1535년의 황해도 심원사(深源寺), 1550년(명종 5)의 풍기 철암(哲庵), 1635년(인조 13)의 은진 쌍계사(雙溪寺) 등에서 간행된 책이 전하지만 원간본의 해당하는 것은 현재 보물 제793-5호로 지정되어 있는 상원사 문수동자상의『오대진언』과 1장부터 23장까지만 있는 성암문고의 『오대진언』이 남아 있다.

## 참고 문헌
- 김해 이덕사 오대진언 - 국가유산청 국가유산포털